# Wingham (Wielka Brytania)
Wingham – wieś w Anglii, w hrabstwie Kent, w dystrykcie Dover. Leży 10 km na wschód od miasta Canterbury i 97 km na wschód od centrum Londynu. W 2001 miejscowość liczyła 1618 mieszkańców.